# Herb gminy Ceków-Kolonia
Herb gminy Ceków-Kolonia – jeden z symboli gminy Ceków-Kolonia, ustanowiony 22 kwietnia 2004.

## Wygląd i symbolika
Herb przedstawia na tarczy koloru zielonego złotą sosnę, której pień okala złota trąbka pocztowa z czarno-srebrnym sznurowaniem na uchwycie. 